# Дебърцини
Дебърцините (от унгарското 'debreceni kolbász, през немски Debre(c)ziner), букв. „Дебреценски колбас“, кръстени на град Дебрецен) са свински месен продукт, подобен на кренвирши, но по-тънки и по-дълги от тях. Приготвят се от едросмляно месо и сланина, подобно на някои традиционни български наденици, като карначето или „Петрохан“, например. Имат червеникаво-оранжев цвят, заради обилното овкусяване с червен пипер. Други подправки са чесън, черен пипер и майорана. Обикновено са неопушени или леко опушени, като се продават и сервират традиционно по две, свързани в двата си края.
Въпреки че произхождат от Източна Унгария, са много популярни и част от кухнята на практически всяка част от бившата Австро-Унгарска империя, вкл. Австрия, Северна Италия, Хърватия, Словения, Чехия, Словакия, Западна и Централна Румъния, Западна Украйна.

## Виж също
- Луканка
- Суджук
- Карначе